# Batalla de Cerro de Barrabás
La batalla de cerro de Barrabás fue una acción militar de la guerra de Independencia de México, efectuada el 30 de septiembre de 1818, en las faldas del cerro de Barrabás las cercanías de la localidad de Zirándaro, Guerrero. Los insurgentes comandados por el general Vicente Guerrero, en aquel entonces nombrado General en jefe de las tropas del sur, lograron la victoria sobre las fuerzas realistas comandadas por el general José Gabriel de Armijo. El ejército insurgente después de resistir los embates del ejército novohispano, logró hacer retroceder las fuerzas realistas desde el campo de batalla hasta la iglesia del pueblo, donde resistieron 7 días hasta que se consumó la derrota total española. Después de la batalla sólo pudieron huir aproximadamente cien soldados realistas, por su parte, Guerrero decomisó más de 400 fusiles.
El libro Crónicas de Tierra Caliente del Ing. Alfredo Mundo Fernández da más datos sobre esta importantísima batalla, recurriendo a fuentes adicionales. El Cerro de Barrabás en Zirándaro también recibe los nombres de Cerro del Campo y Fuerte Santiago, y está al sur de dicha población. El general Vicente Guerrero había tomado Tamo el 15 de septiembre de 1818 y 15 días después, el 30 de septiembre, es la Batalla o Sitio de Zirándaro. Las tropas insurgentes de Vicente Guerrero y las del ejército realista del Gral. José Gabriel de Armijo deciden enfrentarse en las faldas del cerro de Barrabás, en particular en el pueblito de San Agustín a un kilómetro al sur de Zirándaro. Dice la citada obra que los realistas de Armijo atacan muy fuerte a los insurgentes obligándolos a formar un cuadro estratégico, y sólo mediante él logran resistir los embates del enemigo. Pero el general Guerrero infunde el ánimo a su gente, y poco a poco la fuerza insurgente se empieza a imponer sobre los realistas del temible Armijo que corren despavoridos a través de un pequeño bosque en donde se internan, perseguidos por los surianos. En su loca carrera llegan al pueblo de Zirándaro entrando precipitadamente, y así corriendo entran a la iglesia posesionándose de ella y cerrando las puertas, colocando tiradores en la nave y en la torre del campanario. Ya era de noche por lo que ambos bandos suspenden las acciones, y el general Guerrero aprovecha para formar un pequeño parapeto para pasar la noche frente al pueblo. Al día siguiente se vuelven a enfrentar pero los realistas eran muy fuertes en la iglesia, por lo que el sitio se prolonga siete días más. La gente de Armijo dentro de Zirándaro no tenía agua ni comida y el pueblo estaba contra ellos pues era cien por ciento insurgente, por lo que no aguantaron más y salen huyendo abandonando sus armas. Así el general Vicente Guerrero recoge 400 fusiles y luego se lanza a la reconquista de la Tierra Caliente empezando con Ajuchitlán, Coyuca, Tetela del Río, Cutzamala, Huetamo, Tlalchapa, la hacienda de Cuauhlotitlán, etc. Esta reconquista la narra también con detalle Crónicas de Tierra Caliente.
Esta Reconquista de los Pueblos de la Tierra Caliente, hoy guerrerense, por parte del Gral. Vicente Guerrero se inicia con la Batalla de Zirándaro o del Cerro de Barrabás el 30 de septiembre de 1818, y finaliza con la Batalla de la Hacienda de Cuauhlotitlán el 21 de noviembre de 1818, dice Crónicas de Tierra Caliente del Ing. Mundo Fernández. Esta última batalla en la Hacienda de Cuauhlotitlán fue tan enconada e importante que el mismo virrey Ruiz de Apodaca recibe varios informes de su desarrollo, y se narra en la citada obra.